# أحادي الصف

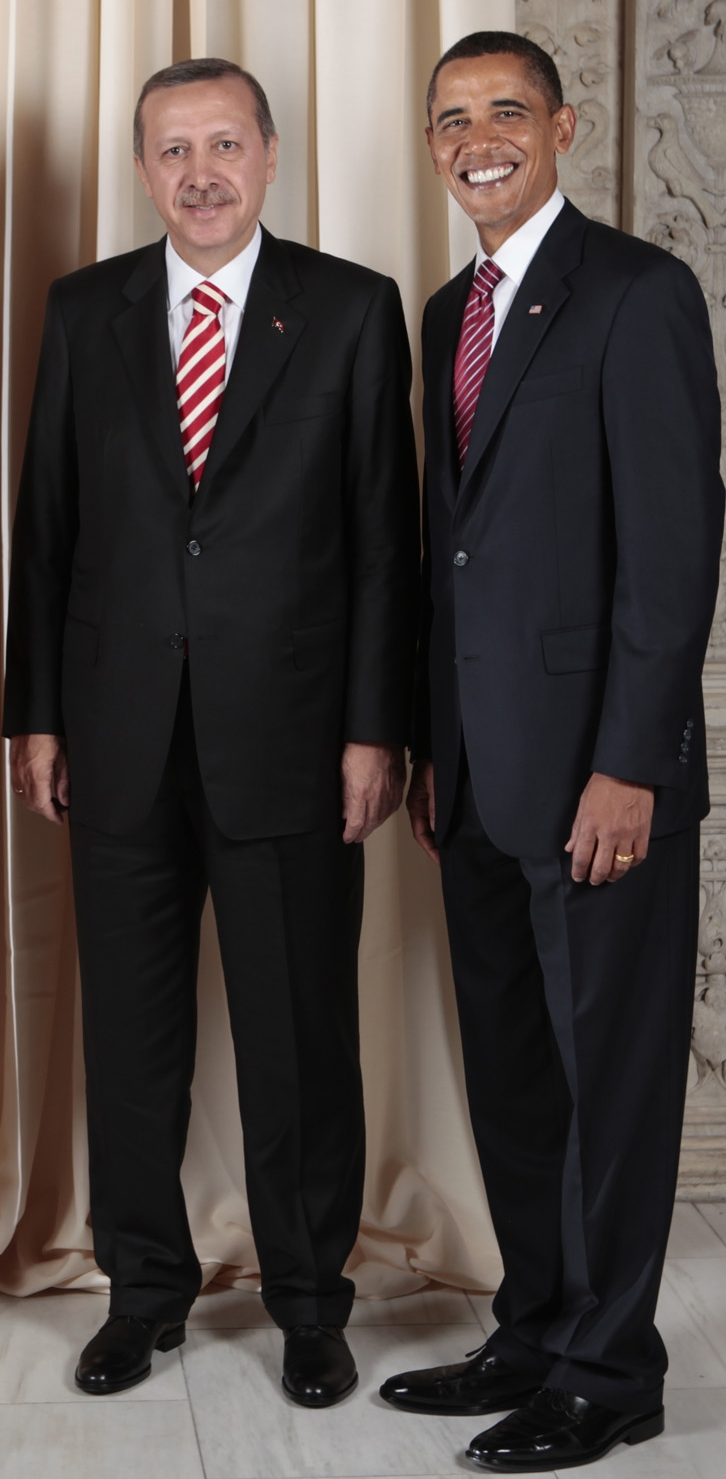
باراك أوباما ورجب طيب أردوغان مرتديان بذلات أحادية الصف.

الثوب أحاديّ الصَفّ هو معطف أو صدرة أو سترة أو عنصر مشابه له صف واحد من الأزرار وتداخل ضيق من القماش. أما الثوب ثنائي الصف فله تداخل أوسع وصفين متوازيين من الأزرار. عادةً ما تحتوي السترات والبذلات أحادية الصف على زرين أو ثلاثة أزرار وطية صدر السترة [الإنجليزية] (تلبيبة) ذات شق.